# Yeshanzhen (ort i Kina, Jiangsu Sheng, lat 33,01, long 120,06)
Yeshanzhen (kinesiska: 冶山镇) är en ort i Kina. Den ligger i provinsen Jiangsu, i den östra delen av landet, omkring 160 kilometer nordost om provinshuvudstaden Nanjing. Antalet invånare är 40 466. Befolkningen består av 20 122 kvinnor och 20 344 män. Barn under 15 år utgör 10,0 %, vuxna 15-64 år 78 %, och äldre över 65 år 10,0 %.
Runt Yeshanzhen är det tätbefolkat, med 591 invånare per kvadratkilometer. Närmaste större samhälle är Daiyao, 16,6 km sydost om Yeshanzhen. Trakten runt Yeshanzhen består till största delen av jordbruksmark.
Genomsnittlig årsnederbörd är 1 148 millimeter. Den regnigaste månaden är juli, med i genomsnitt 241 mm nederbörd, och den torraste är januari, med 30 mm nederbörd.